# Dorcadion cinerarium
Dorcadion cinerarium es una especie de escarabajo longicornio de la subfamilia Lamiinae. Fue descrita científicamente por Fabricius en 1787.
Se distribuye por Rusia, Turquía, Ucrania y Moldavia. Mide 9,5-15,4 milímetros de longitud. El período de vuelo ocurre en los meses de marzo, abril, mayo y junio.